# Lepthyphantes silvamontanus
Lepthyphantes silvamontanus là một loài nhện trong họ Linyphiidae.
Loài này thuộc chi Lepthyphantes. Lepthyphantes silvamontanus được Robert Bosmans & Rudy Jocqué miêu tả năm 1983.